# Pipistrellus javanicus peguensis
Pipistrellus javanicus peguensis är en underart till fladdermusen Pipistrellus javanicus.
Underarten beskrevs av G.P. Sinha 1969 med hjälp av 6 individer från trakten kring Darjeeling.